# Vítanov (przystanek kolejowy)
Vítanov – przystanek kolejowy w miejscowości Vítanov, w kraju pardubickim, w Czechach. Znajduje się na wysokości 555 m n.p.m.
Na przystanku nie ma możliwości zakupu biletu, a obsługa podróżnych odbywa się w pociągu.

## Linie kolejowe
- 238 Pardubice - Havlíčkův Brod